# Gilbertin
Le gilbertin ou kiribatien (autonyme : te taetae ni Kiribati, prononcé /kiribæs/ ou encore te taetae n aomata, litt. « la langue des gens ») est une langue océanienne du sous-groupe micronésien, appartenant à la grande famille des langues austronésiennes. Avec l'anglais, le gilbertin est langue officielle de la république des Kiribati — statut reconnu par la constitution du 12 juillet 1979.

## Nom de la langue en français
Le mot « gilbertin » désigne, en français, le nom du peuple des îles Gilbert, partie principale de la république des Kiribati, ainsi que de tout ce qui s'y rapporte, en particulier la langue. En gilbertin, l'ancien nom, peu usité de nos jours, était tungaru. Le nom moderne de cette langue est te taetae ni kiribati (la langue des Kiribati ; kiribati n'étant autre que le mot anglais Gilberts adapté à la phonologie du gilbertin), mais le nom usuel est te taetae n aomata, « la langue des gens ».
Le terme « gilbertin » est apparu en français en 1885, un peu avant la traduction de In the south seas (Dans les mers du Sud, Robert Louis Stevenson, 1892). Il doit être utilisé de préférence à « gilbertais » (calque de l'anglais moderne Gilbertese, nettement moins usité) - on trouve également un Kiribatese, ou encore kiribatien, ce dernier recommandé par un arrêté officiel français de terminologie (l'arrêté du 4 novembre 1993). Une des toutes premières listes du vocabulaire de cette langue a été publiée par la Revue coloniale en 1847, sur la base de mots recueillis par un chirurgien auxiliaire, Ch. Fabre, sur la corvette Le Rhin en 1845, notamment auprès d'un jeune Gilbertin recueilli à bord (de Kouria, naufragé au large de Tabiteuea).

## Classification
Le gilbertin est une langue austronésienne, du groupe des langues océaniennes, plus précisément de la branche micronésienne. Dans ce dernier sous-groupe, c'est la langue la plus influencée par les langues polynésiennes voisines.

## Répartition géographique
Le gilbertin est également la langue parlée à Rabi (îles Fidji) par des déportés de l'île Banaba (anciennement Ocean), par les habitants de Nui (Tuvalu) ainsi que dans une ou deux petites îles des Salomon (Wagina et Ghizo notamment) et du Vanuatu (personnes déplacées par les Britanniques, notamment après l'échec du peuplement des îles Phœnix). La langue est encore pratiquée aujourd'hui par d'importants groupes de Gilbertins émigrés en Nouvelle-Zélande et aux îles Hawaï.
Cette langue est parlée par 103 000 personnes en 2010 aux Kiribati pour un total de 119 881 dans le monde.

### Dialectes
Il existe peu de variations dialectales (entre les îles du nord et du sud), davantage entre le gilbertin et les dialectes de Banaba et de Rabi. Les atolls septentrionaux de Butaritari et de Makin ont un accent et un vocabulaire spécifique. La langue parlée à Nui (Tuvalu) est influencée par le tuvaluan.

## Histoire
Le Kiribati Language Board qui siège à Tarawa-Sud réglemente les évolutions de la langue et son enseignement. Le Dictionnaire Gilbertin-Français du Père Ernest Sabatier, Tabuiroa (Abaiang), 1952-1954, reste le seul ouvrage d'importance (984 pages, + xii pages) entre cette langue et une langue occidentale. Traduit en anglais, il est repris in extenso par Steve Trussel sur son site internet.

## Phonologie et orthographe

### Alphabet
1. treize lettres seulement : A, B, E, I, K, M, N, NG, O, R, T, U, W ;
2. un seul son est représenté par un digraphe : NG [ŋ] ;
3. quatorze lettres latines ne sont pas utilisées : C, D, F, G, H, J, L, P, Q, S, V, X, Y, Z ;
4. cependant l’usage permet : Iesu Kristo, Santo, Santa et les protestants écrivent aussi : Iehova ;
5. la lettre V, distincte du W est de plus en plus souvent utilisée, le W servant désormais à écrire le A gras.

### Voyelles
« A » représente deux sons différents, chacun pouvant être bref ou long (une voyelle longue = une voyelle double). Après B et M, l'insertion de W qui ne se prononce pas, permet de conserver le son /a/.
1. « A » ouvert : le plus proche du son « a » en français [a], par exemple :
  - bref : tan tano kam taku nano kai rua raka ;
  - long : taan (pluriel de tia) kaaki naano (pluriel) kaai waa taai.
2. « A » fermé : pas de son correspondant en français, [æ], proche de l’anglais « a » dans cat (chat), par exemple :
  - bref : comparer le gilbertin bati (beaucoup) avec l’anglais bat (chauve-souris),
  - le gilbertin man (animal) avec l’anglais man (homme),
  - le gilbertin anti (esprit) avec l’anglais ant (fourmi),
  - autres exemples : raba (caché), aba (terre), bata (cabane), bai (main), tai (temps), mai (fruit),
  - long : maan (animaux), maan (longtemps), ba (foudre), ba (feuille).
3. Quand un « A » ouvert est précédé d’un B ou d’un M, on obtient ce que le P. Ernest Sabatier appelle le « A gras » (cf. Sabatier, p. III). Auparavant écrit à l’aide d’un signe diacritique sur le A, il est désormais écrit « wa », comme dans tabwakea  (tortue, ancienne graphie : tabakea) ou encore mwaneaba. Cet « A gras », qui ne doit pas être confondu avec la semi-consonne W précédant un A, comme dans te wa (la pirogue), rend la lecture parfois malaisée.
  - il se prononce presque comme « mwa ». Faire prononcer par un Gilbertin :
  - ba (bwa) (huile) ba (bwa) (roc) baene (bwaene) (panier) bana (bwana) (voix) bai (bwai) (chose) mane (mwane) (argent) mane (mwane) (attrape) mane (mwane) (mâle) mai (mwai) (cuit) mae (mwae) (collier).
4. « E » se prononce comme le français « é ».
  - par exemple bref : wetea (appeler) te (article) tei (être debout) keniken (creuser) ben (coco) ren (arbre) teme (sucer) tamnei (image) ;
  - par exemple long : bero (cloche) teei (enfant) betin (cuvette) Betio (île des Gilbert) wewete (appeler) ewewe (sauter) ben (cocos) be (natte à ruoia)
5. « I » se prononce comme en français[7], par exemple :
  - bref : timtim (goutte) tina (mère) iti (éclair) biri (courir) riri (pagne) riki (devenir) kiri (chien) biti (fer),
6. « O » comme en français.
  - par exemple bref : bono (bouché) koro (couper) ono (six) toro (serviteur) biroto (ventre) nono (mur) bikoko (jeune coco),
  - long : bo (rencontre) ro (noir) ko (serré) nora (voir) Onotoa (île des Gilbert) bou (neuf, au sens de récent).
7. « U » comme le français « ou » (« u » latin).
  - par exemple bref : tua (loi) rua (fosse) kun (peau) bubu (fumée),
  - long : buu (époux) buu (conque) uun (colère) uu (piège à rabono), Beru (île des Gilbert).

### Diphtongues
Une diphtongue est composée de deux voyelles successives différentes ne formant qu’une seule syllabe, deux sons distincts prononcés d’une seule émission de voix. Il n’existe pas de vraies diphtongues en français.
Il existe deux sortes de diphtongues en gilbertin :
- la 1re voyelle est plus accentuée :
  - ai, ei, oi, cf. tei (debout), tai (temps), moi (coco mûr)
  - aai, eei, ooi		cf. taai (soleil), teei (enfant), mooi (boire)
  - ae, ao, au		cf. bae (dette), au (mon), tao (peut-être)
  - aae, aao, aau	cf. waau (ma pirogue), mataao (seuil), kaaea (chercher)
  - iu, eu, ou		cf. keu (arracher), tou (fruit du pandanus), biu (peureux)
  - iiu, eeu, oou		cf. beeu (ma natte à ruoia), wiiu (ma bouche), boou (neuf)
- la 2e voyelle est plus accentuée :
  - aii, oii			cf. maii (blanc), baiiku (raie), toii (vertige)
  - ia, ie, io, iu		cf. tia (limite), kie (natte), tio (flotter) itua (sept)
  - ua, ue, ui, uo	cf. tuanga (dire), uota (porter), uua (fruit), uee (fleur), buii (dix).

Remarques :
- il existe des triphtongues, des syllabes composées de trois voyelles :
  - iai			cf. iai (il y a)
  - ioi			cf. kioina (puisque)
  - iau		cf. tiau (ma limite)
  - ieu		cf. kieu (ma natte)
  - uau		cf. kuau (poisson)
  - iei			cf. iein (mariage)
- il existe des voyelles composées (deux voyelles ne formant qu’un son)
  - ae : son entre « a » et « e », différent du « a fermé ».
    - par exemple bae (dette) taetae (parler) maem (doux)

  - ao : son entre « a » et « o »
    - par exemple ao (ligne de pêche) tao (scie) baoki (box)

Nota Bene : Les diphtongues et les triphtongues (mais aussi les voyelles composées) peuvent aussi se prononcer en séparant les voyelles, surtout dans le chant, la déclamation et pour faire ressortir le sens d’un mot.
Récapitulation : donc, en tout, huit sons voyelles, à savoir six voyelles simples pouvant être longues ou brèves : a ouvert, a fermé, e, i, o et u ; deux voyelles composées : ae et ao.

### Consonnes
« B » représente les sons B et P et les sons intermédiaires.
	Il y a de vrais [b] (sonores) (c’est même le cas le plus fréquent).
par exemple : buro (bouillir) bure (faute) buri (pus) buta (extraire) buti (marcher) bubuti (requête) bue (brûler) et tous les bu- sauf en fin de mot.
benu (…) beti (collier) biro (tordre) bita (changer), etc.
	Il y a de vrais [p] (sourds) (moins fréquents).
par exemple : bai (chose) biri (courir) ben (coco) beku (ouvrage) bon (terreau) bono (bouché) rebwe (résonner).
Souvent le son est intermédiaire (même les « p » ne doivent pas être prononcés trop énergiquement…). Une bonne prononciation se situerait entre les deux. C’est ce que les linguistes appellent un « p sonore » ou un « b sourd ». Pour la prononciation de « ba/bwa », cf. la voyelle « a », 3). Le « b » remplace parfois le « v » dans les mots étrangers.
« K » comme en français ou anglais, mais moins énergique.
Il peut être légèrement guttural et se rapprocher de « g » devant « a » (un « k sonore »).
« M » comme en français.
	Cependant, pour « ma/mwa », cf. la voyelle « a », 3).
« N » comme en français, mais plus en avant du palais : c’est une dentale.
	Surtout quand le « n » est géminé (doublé) et final.
« NG » pas de correspondant en français.
Ressemble à l’anglais « ng » dans sing (chanter) ou singer (chanteur) mais pas à finger, où l’on entend le g.
	par exemple : kanganga (difficile), rongorongo (nouvelle, rumeur), rengerenge (bout), nganga (empoisonnement), ngongo (gratter), ngongo (parler), ngenge (mendier).
« R » différent du français et de l’anglais — battu [ɾ], légèrement roulé, prononcé du bout de la langue sur l’avant du palais, presque dental. Exercice en partant de « L » ou mieux de « D ». Les enfants disent « madudung » pour marurung, « didi » pour riri, etc.
	R remplace « R », « L » et « D » dans les mots introduits.
« T » comme en français devant A, E, O et U (peut-être plus dental). Comme S devant I (et devant U dans le Nord) (1°).
« W » différent du V et du W anglais.
- devant A, comme V : prononcé uniquement du bout des lèvres, sans les fermer : Tarawa, kawakawa,  wanawana, wareware ;
- spécial dans les groupes BWE, MWE, par exemple : bwe, bwebwe, rebwe, mwemwe, iremwe, mweaka. Dans ces deux groupes, c’est presque un O consonnantique ;
- presque V dans les autres groupes WE, par exemple : wene, were, karewe.
- Quelques anciens d’Abemama et de Kuria disent : oene, oete, etc.

NB : Inutile d’employer deux lettres W et V bien que V eût été plus représentatif.
Actuellement, l’emploi de V distinct de W devient fréquent.
Notes :	1° évolution du « TI » depuis les vieux temps : ti, tsi, si ;
2° WI devrait s’écrire UI ; c’est sans doute l’influence du W anglais qui a décidé de l’usage.

### Règles d'euphonie

#### Voyelles
« A »	Il ne peut pas y avoir plus de deux A à la suite à l’intérieur d’un mot. Si trois A consécutifs risquent d'apparaître, il faut intercaler un E euphonique avant le 3e. Un A ne peut pas être supprimé.
Exemple : au lieu de butimaa-a, on dira butimaaea.
Au lieu de ka-a-ai, kaaeai.
« I »	Il ne peut pas y avoir plus de deux I à la suite dans un seul mot. Trois I ou plus se réduisent à deux (I long).
Exemple : buti-iia devient butiia (demande-leur).
Katii-iia devient katiia (fusillez-les).

#### Consonnes

##### Doubles et finales
Seules les consonnes M, N et NG peuvent être doublées (géminées) ;
seules ces trois consonnes peuvent terminer un mot ; tous les mots se terminent soit par une voyelle, soit par une de ces trois consonnes ;
un mot ne peut pas se terminer par une consonne double. Si la règle veut une consonne double finale, on intercale un I euphonique entre les deux ;
par exemple : ran (eau de puits) ranna, mais ranin te kai (et pas, ×rann te kai)
ou après les deux consonnes, suivant la règle ci-après :
par exemple : ranin te mata mais ranni matau.

##### Groupes de consonnes
Il ne peut y avoir plus de deux consonnes à la suite. Seuls les groupes suivants peuvent se rencontrer :
- MB	mba, namba, novemba, bambanta
- MK	mka, am kai
- MN	nimnana, nimna, am nira
- MR	mrara, mronron, am ra?
- MT	mtea, mtemte, am tai, nimta
- MW (seulement MWE)	mwemwe, mwere, mweaka
- NR	nrara, kunra, tan reirei, mronron
- NT	antai, kanta, barantiko, anti
- NGK	ngkai, ngke, ngkoe, kangkang
- BW (seulement BWE)	bwe, bwebwe

S’il y a lieu d’employer d’autres groupes de consonnes ou plus de trois consonnes consécutives, il faut employer l’I euphonique, par exemple :
- n koro devient ni koro
- N nang nako devient N nangi nako
- Kan matu devient kani matu, etc.

Il faut aussi l’I euphonique à la fin d’un mot en –N ou –NG suivi d’un mot commençant par I ou U, par exemple :
- bon iangoia se dit bonu iangoia
- N nang iaki se dit N nangi iaki
- N uringa se dit ni uringa (nu uringa)
- E nang ua se dit e nangi ua

Il est à noter que dans les mots d’origine étrangère « gilbertinisés » à consonnes consécutives, on emploie aussi d’autres voyelles, par exemple:
- Petro = Betero
- Flour (farine) = burawa
- Britain (Grande-Bretagne) = Buritan
- Christmas (Noël) = Kiritimati
- France = Buranti
- Prophet (prophète) = burabeti
- Presbyter (prêtre) = berebitero
- Film = birim
- Milk (lait) = miriki
- Silver = tirewa

### Prosodie et accentuation
Comme le japonais par exemple, le gilbertin est une langue morique : l'unité de compte en prosodie est donc la more plutôt que la syllabe.
Il est possible de distinguer trois sortes d’accents :
1. les syllabes longues qui font accent, non par l’intensité mais par la longueur, par exemple :
  - Boti mange : rassemble les balayures
  - Buti mane man te bua : sors les sous du sac
2. il y a des syllabes qui, sans être longues ni plus fortes, ont un accent purement rythmique (quelque chose comme l’ictus rythmique en plain-chant), par exemple : maräwa, wänawäna, täratära, tékatéka, tékatékäna, tékétékanâki
3. il y a la syllabe plus accentuée que les autres mais dont l’intensité n’égale pas l’accent anglais ou italien. Se rencontre surtout devant une consonne doublée, par exemple : ngkanne, kitanna, tuangnga, nimma.

NB : pas de règle connue pour savoir où mettre l’accent ; il peut changer suivant la place du mot dans la phrase ou la longueur du mot, par exemple : ko a rôko, ko â tia, uôta te bâei.
Souvent, il y a deux syllabes accentuées consécutives :
- longues : karaaii, kaootaa, kamimia ;
- une longue et une brève : kaakaki, kamiaki, kaootaira ;
- deux brèves : tätäro, kakänäto.

## Grammaire

### Typologie
C'est une langue flexionnelle (avec davantage de suffixes que de préfixes) pour quelques catégories grammaticales mais où les particules (préposées pour l'essentiel) jouent un rôle non négligeable et qui pratique aussi une euphonie limitée.
L'ordre des mots est la plupart du temps de type VOS (Verbe-Objet-Sujet), avec un objet qui suit immédiatement le verbe.
Exemples de phrases simples :
- e bati te aine (il y a beaucoup de femmes, verbe bati précédé d'un préfixe pronominal e, 'il/elle', et suivi de te, article, et de aine, 'femme', cognat de vahiné)
- I kana te ika (je mange du poisson, verbe kana précédé d'un préfixe pronominal I, en lettre capitale comme en anglais, ika poisson)
- e matu Nareau (Nareau dort, verbe matu précédé de e, Nareau divinité ancestrale gilbertine)
- antai aram? (quel est ton nom ?, de ara nom suivi du suffixe possessif -m, 'ton').

### Article
Un seul article qui ne s’emploie qu’au singulier : te. Il s’emploie à la fois comme article défini et indéfini.
par exemple : te aomata = l’homme (en général)
- = l’homme (dont il s’agit)
- = un homme  (quelconque)
- = un homme (un humain)
- = homme ! (vocatif)

L’article est absent :
- devant tous les pluriels :
  - te aomata : un homme – aomata : des hommes
  - te wa : une pirogue – wa : les pirogues (prononcé waa)
- devant les noms propres :
  - Ioane, Tekai, Kaiea, Terebu, Rerebu, Kabeia, Tarawa, Kiribati, Buranti, Buritan, Atia, Amerika, Betio, Buariki, Roma, etc.
- devant les noms avec possessif :
  - matau (mon œil) ; matan Timon (l’œil de Simon) ; wana (sa pirogue) ; wan Toma (la pirogue de Thomas) ; am auti (ta maison) ; ana auti tamau (la maison de mon père).
- devant certains noms considérés comme collectifs (au pluriel) :
  - karawa (ciel) ; tai (soleil) ; marawa (océan) ; namwakaina (lune) ; taari (mer, litt. « les sels ») ; mone (enfer, abîme).
- devant certains noms indiquant la direction (points cardinaux, orientation) :
  - meang (Nord) tanimeang (partie Nord)
  - maiaki (Sud) tanimaiaki (partie Sud)
  - mainiku (Est) tanrake (côté Est)
  - maeao (Ouest) tanrio (côté Ouest)
  - eta (le haut)
  - katea (côté sans balancier de la pirogue, « tribord »)
  - nano (le bas, la mer)
  - rama (côté balancier de la pirogue, « bâbord »)
- devant certains noms composés indiquant la topographie (en vertu de la règle 2) :
  - aonaba (univers)
  - anikaina (lieu habité (bord de la lagune))
  - aontano (sol)
  - matanikabi (limite des marées)
  - nukaneaba (milieu de l’île)

### Nom
En plus des noms de personnes et d’objets, on peut employer comme noms tous les verbes et ce qu’on peut appeler « adjectifs » (il n'existe pas de véritables adjectifs en gilbertin).
- ababaki (grand, être grand) te ababaki (la grandeur)
- amarake (manger) te amarake (le manger, la nourriture)

En réalité, la grammaire gilbertine ne distingue pas le nom du verbe. Ce sont des prédicats. Cependant certains « noms », notamment ceux désignant les êtres animés, ne peuvent pas être employés comme des verbes.
Il y a une distinction entre les noms d’êtres animés et les noms d’êtres inanimés.

#### Pluriel
Les noms ne changent pas de forme au pluriel (invariables) mais on supprime toujours l’article et en général (cf. plus loin) la more initiale est allongée (voyelle deux fois plus longue, ce qui n'apparait pas forcément à l'écrit) :
- te aomata / aomata
- te mwaneaba / mwaneaba

Les noms d’une ou de deux syllabes allongent leur première syllabe au pluriel.
- te ben / been
- te boki / booki
- te tina / tiina

Cet allongement n’intervient pas :
- quand le nom a un possessif : taama (les pères), mais tamaia ataei, ara tama ;
- quand le pluriel (nom) est complément d’un autre nom :
  - aia botaki taama (la réunion des pères), mais te botaki n tama (une réunion de pères) ;
- après un verbe indiquant une action, manière de faire :
  - rikoi been aikai (ramasse ces cocos) mais a riko ben (ils font le ramassage des cocos)

#### Nom complément d’un autre nom
Trois types de constructions, selon le sens :
1. pour indiquer l’usage ou le contenu d’une chose, la préposition n :
  - te uma n takataka (l’abri à coprah)
  - te batoro (de l'anglais bottle) ni kamaimai (la bouteille à kamaimai ou de kamaimai)
2. pour indiquer la possession ou la partie d’un tout :
  - uman te takataka (l’abri à coprah – réservé au coprah)
  - batoron te kamaimai (la bouteille à kamaimai – réservée)
  - mataroan te auti (< anglais house) (la porte de la maison)
  - cf. « possessifs ».
  - Souvent, le sens est pratiquement le même dans les deux façons de dire mais il peut y avoir des nuances :
    - te taetae ni Kiribati (la langue gilbertine)
    - taetaeni Kiribati (la langue des Gilbert (m.s.))
    - mais...
    - te ie ni wa (une voile pour pirogue, en général)
    - ien te wa (la voile de la pirogue – de telle pirogue)
3. pour indiquer la matière (juxtaposition ou relatif) :
  - te tamnei te atibu (te tamnei ae te atibu) (statue de pierre)
  - taura nenea (taura aika nenea) (cierges – lampes en cire)

#### Noms propres
Les noms géographiques (pays, localités) demandent les prépositions i, nako, mai (cf. « prépositions »)
Les noms de personnes :
- ne prennent pas l’article (cf. #Article) ;
- il existe des noms pour hommes : Kabeia, Kaiea, Tebao, Rerebu, Kaiuea (autochtones) Ioane, Betero (allochtones) ;
- il y a des noms pour femmes : Teramira, Tabantia, Teekai, Tebarutu (auto.), Ioana, Katarina (allo.) — NB : pour le Nord (Abemama, Marakei)
- les mêmes noms servent pour les hommes et les femmes
- les noms d’hommes sont souvent précédés de : te, ten, tem, teng.

Ces deux usages sont source de confusion.

## Lexique

### Exemples
| Mot    | Traduction | Prononciation standard               |
| ------ | ---------- | ------------------------------------ |
| terre  | aba        | [apæ] (au sens de sol et de planète) |
| ciel   | karawa     | [kaɾawa]                             |
| eau    | ran        | [ɾan]                                |
| feu    | ai         | [ai]                                 |
| homme  | aomata     | [aomata] (générique)                 |
| femme  | aine       | [aine]                               |
| manger | amwaɾake   | [amˠaɾake]                           |
| boire  | moi        | [moi]                                |
| grand  | ababaki    | [apapaki]                            |
| petit  | warereke   | [waɾeɾeke]                           |
| nuit   | bong       | [boŋ]                                |
| jour   | bong       | [boŋ]                                |

| Nombres décimaux | Nombres décimaux | Nombres décimaux | Nombres décimaux | Nombres décimaux | Nombres décimaux | Nombres décimaux | Nombres décimaux | Nombres décimaux | Nombres décimaux |
| 1                | 2                | 3                | 4                | 5                | 6                | 7                | 8                | 9                | 10               |
| ---------------- | ---------------- | ---------------- | ---------------- | ---------------- | ---------------- | ---------------- | ---------------- | ---------------- | ---------------- |
| teuana           | uoua             | tenua            | aua              | nimaua           | onoua            | itua             | wanua            | ruaiwa           | tebwina          |

### Phrases utiles
- Bonjour - Mauri (signifie en fait « santé », comme dans la devise nationale)
- Bonjour - [au singulier] Ko na mauri
- Bonjour - [au pluriel]  Kam na mauri
- Comment vas-tu ? - Ko uara? (littéralement le même sens)
- Comment allez-vous ? - [adressé à plusieurs personnes] - Kam uara?
- Merci (je te remercie) - Ko rabwa
- Au revoir  - Ti a bo (nous nous reverrons)